# National City (Kalifornia)
National City – miasto w Stanach Zjednoczonych, w stanie Kalifornia, w hrabstwie San Diego. Według spisu ludności przeprowadzonego przez United States Census Bureau w roku 2010, National City liczyło 58 582 mieszkańców.

## Miasta partnerskie
- Tecate, Meksyk